# Javoříčské jeskyně

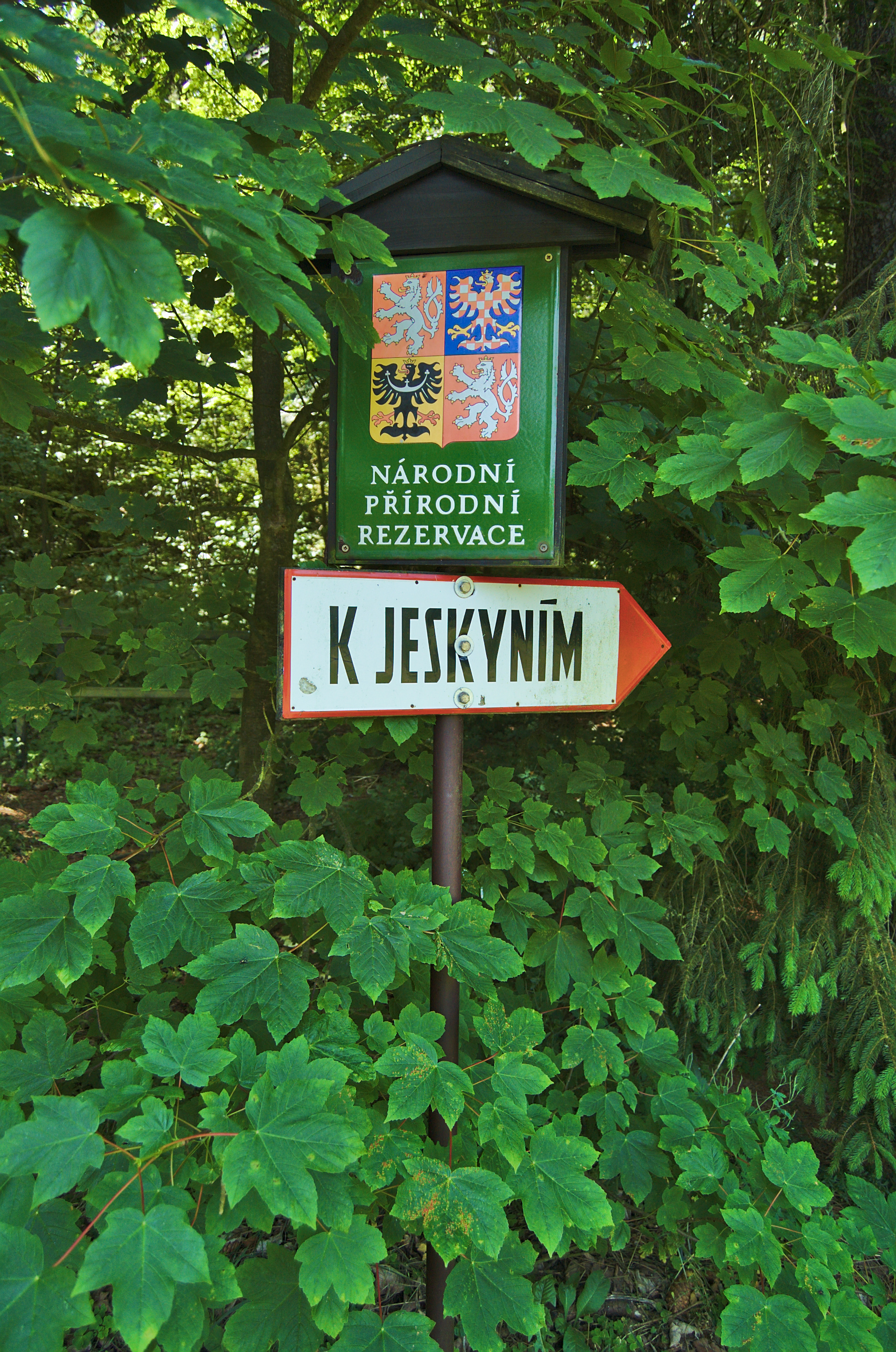
Směrovka k jeskyním v obci Javoříčko

Javoříčské jeskyně se nacházejí poblíž vsi Javoříčko na střední Moravě v Olomouckém kraji, asi 10 kilometrů západně od Litovle, a patří mezi jeskyně přístupné veřejnosti. Podzemní systém Javoříčských jeskyní vytváří komplikovaný komplex chodeb, dómů a propastí. Tyto jeskyně vynikají mimo velikosti podzemních prostor zejména překrásnou krápníkovou výzdobou, jednou z celkově vůbec nejbohatších v České republice. Patří také k zatím největšímu známému zimovišti vrápence malého na území České republiky. Provozovatelem je Správa jeskyní České republiky.

## Lokalizace, vznik a charakter
Jeskyně se nacházejí v ostrůvku devonských vápenců v masívu vrchu Špraněk (538 m n. m.) jenž je součástí Národní přírodní rezervace Špraněk a nachází se jihozápadně od obce Javoříčko. Podzemní prostory byly vytvořeny tokem (přesněji řečeno paleotokem) potoka Špraňku. Geneze některých částí nicméně zůstává dodnes mírně nejasná, zatím převládá názor, že východní větev tzv. Jeskyní Míru byla patrně vytvořena paleotokem dnešního Březinského potoka.
Podzemní prostory v délce téměř 6 000 metrů a s denivelací přes 100 metrů jsou uspořádány patrně do tří pater se zhruba třicetimetrovým rozdílem nadmořských výšek. Tento rozdíl výšky jednotlivých pater souvisí se změnami erozních bází toku Špraňku v jednotlivých obdobích vývoje jeskyní, kdy tok postupně poklesal do nižších úrovní, čímž jeho vody opouštěly výše položená patra a stěhovaly se do pater nižších. Takto vznikly dnes známá patra jeskyní. Horní patro je tvořeno největšími prostorami s nejkrásnější krápníkovou výzdobou, vedou jím návštěvnické trasy o délce 460/788 metrů. Bohatost krápníkové výzdoby vyniká zejména ve dvou mohutných prostorách – Suťovém dómu a Dómu Gigantů, jakož i v tzv. Pohádkových jeskyních. Kromě nejběžnějších typů krápníkové výzdoby, která místy dosahuje úctyhodných rozměrů (celý starý název Dómu Gigantů byl Dóm gigantických krápníků), je zde bohatý výskyt i tzv. heliktitů. Nejznámějším krápníkovým útvarem a symbolem jeskyní je přes 2 metry dlouhá sintrová záclona, která je kolem půl metru široká a po celé délce pouze 4 až 5 mm silná. Střední patro se vyznačuje obecně prostorami menšími, mnohdy značně zahliněnými, v porovnání s patrem horním s méně bohatou krápníkovou výzdobou. Obě patra jsou spojena asi 30 metrů hlubokými propastmi.
Jelikož na středním patře jsou rovněž známy propasti, směřující do hloubky pod střední patro, je zřejmé, že zde existuje ještě patro spodní. Pro to také svědčí jednak paralela s geologickým vývojem jeskyní Moravského krasu, především pak existence známého aktivního ponoru potoka Špraňku pod tzv. Zkamenělým zámkem, kde se část vody potoka ztrácí do podzemí a musí někudy odtékat - a to právě oním zatím hypotetickým spodním patrem. U něj se ale předpokládají spíše malé rozměry chodeb, které budou směřovat směrem k ponorům u propastí Pod smrkem v údolí pod obcí Javoříčko a pak dále k vývěrům u Mladče. Součástí tohoto spodního patra pak jsou patrně i některé prostory ve dnes známé jeskyni ve Zkamenělém zámku.

## Historie výzkumů
Od nepaměti byly na Špraňku známé a volně z povrchu přístupné prostory tzv. Svěcené díry a propast Zátvořice. Nejstarší písemná zmínka o Svěcené díře v časopise Světozor z roku 1873 pochází od anonymního autora z té doby je také vyobrazení Svěcené díry od Františka Chalupy (jde o kresbu nazvanou Jeskyně u Buzova na Moravě). Ještě starší zmínka je v díle Friedricha Antona Kolenatiho z roku 1856, kde se zmiňuje o tom, že mu byli dodáni lesním geometrem Schrodtem netopýři "z vápencové jeskyně u Bouzova", čímž má na mysli nepochybně Svěcenou díru.
V roce 1936 se do javoříčské hájenky nastěhoval se svou ženou a třemi syny revírník Vilém Švec. Pocházel z nedaleké vísky Kadeřín a místní kraj velice dobře znal. Ten zahájil na základě informací o podzemních dutinách od svého syna Bedřicha se svou skupinou lesních dělníků nejdříve v Zátvořici a později ve Svěcené díře výkopové práce, které měly vést k objevení velkých jeskyní. Po šesti týdnech se jim opravdu pod vrstvou sedimentů a prokopáním sintrové přepážky otevřela 27 metrů hluboká propast, na jejíž dno postupně sestoupili. Narazili na jeskynní chodbu, která pokračovala oběma směry. Po obtížném průniku prostorami tzv. Objevné cesty (součást středního patra) objevili badatelé dne 14. dubna 1938 mohutné prostory Dómu gigantů a z něj posléze i další prostory horního patra Javoříčských jeskyní. Brzy po objevu bylo v Suťovém dómu zaměřeno místo, z nějž byla prokopána chodba na povrch. To umožnilo zahájení zpřístupňovacích prací a jeskyně byly dne 15. května 1939 otevřeny pro veřejnost.
Dalším významným obdobím historie Javoříčských jeskyní je období 1949 - 1958. Badatelská skupina brněnského Speleoklubu, později Geografického ústavu ČSAV, složená především z místních nadšenců, pod vedením doc. Vladimíra Panoše, objevila nejdříve Hlinité jeskyně a později tzv. Jeskyně Míru v pokračování Svěcené díry, tvořící součást horního patra. Jeskyně Míru, resp. jejich část, byla také v roce 1961 zpřístupněna veřejnosti a nyní tvoří druhou polovinu prohlídky - tzv. dlouhou trasu.
Od roku 1983 pracuje v Javoříčských jeskyních jeskyňářská skupina ZO ČSS 7-09 Estavela, která si za cíl vytyčila prolongaci tzv. Vojtěchovské větve Jeskyní Míru. Dne 17. července 1983 se podařilo proniknout 4 metry dlouhou skulinou v suti v levé části závalu, uzavírajícího cestu vpřed, do nového dómu. Dóm se vyznačoval především výškou až 20 metrů a krásnou krápníkovou výzdobou, tvořenou bělostným sintrovým vodopádem na levé stěně dómu. Pokračování vpřed uzavíral další zával, který byl odstřelen a dne 29. července 1983 se podařilo proniknout do dalšího pokračování tohoto dómu, zvaného dnes Panošův dóm. Dalšímu průniku vpřed pak dlouho bránila sintrová bariéra a další závaly. Přes ně se podařilo proniknout až 4. srpna 1984 po mnoha odstřelech vpřed, až do největšího dómu jeskyní, vysokého 10 m, širokého 15 m a přes 130 m dlouhého, dnes zvaného Olomoucký dóm. Pokračování vpřed ovšem uzavírá opět velký zával, přes nějž se dosud nepodařilo proniknout. Další práce na závalu i v dalších částech jeskyní probíhají dosud.
28. září 2017 objevili prostějovští speleologové nové prostory, které nazvali Svatováclavský dóm. Nalezli zde krápníky o délce až 1,4 metru.

## Turistické cíle v okolí
Poblíž Javoříčských jeskyní se nacházejí rovněž veřejnosti rovněž přístupné Mladečské jeskyně. Tři a půl kilometru severozápadně od jeskyní se nachází významný moravský hrad Bouzov.

## Galerie

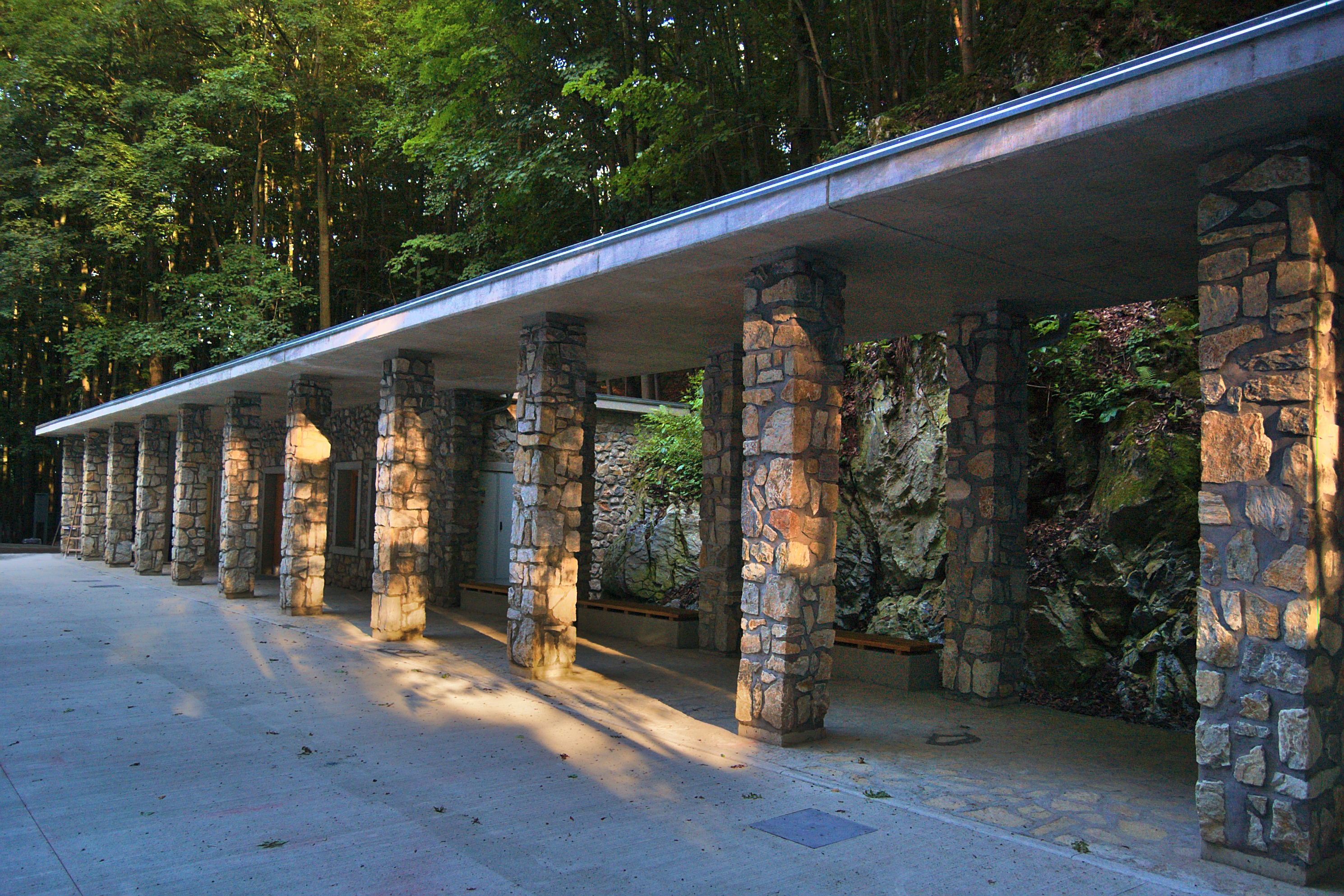
Nově zrekonstruovaný vstup do jeskyní
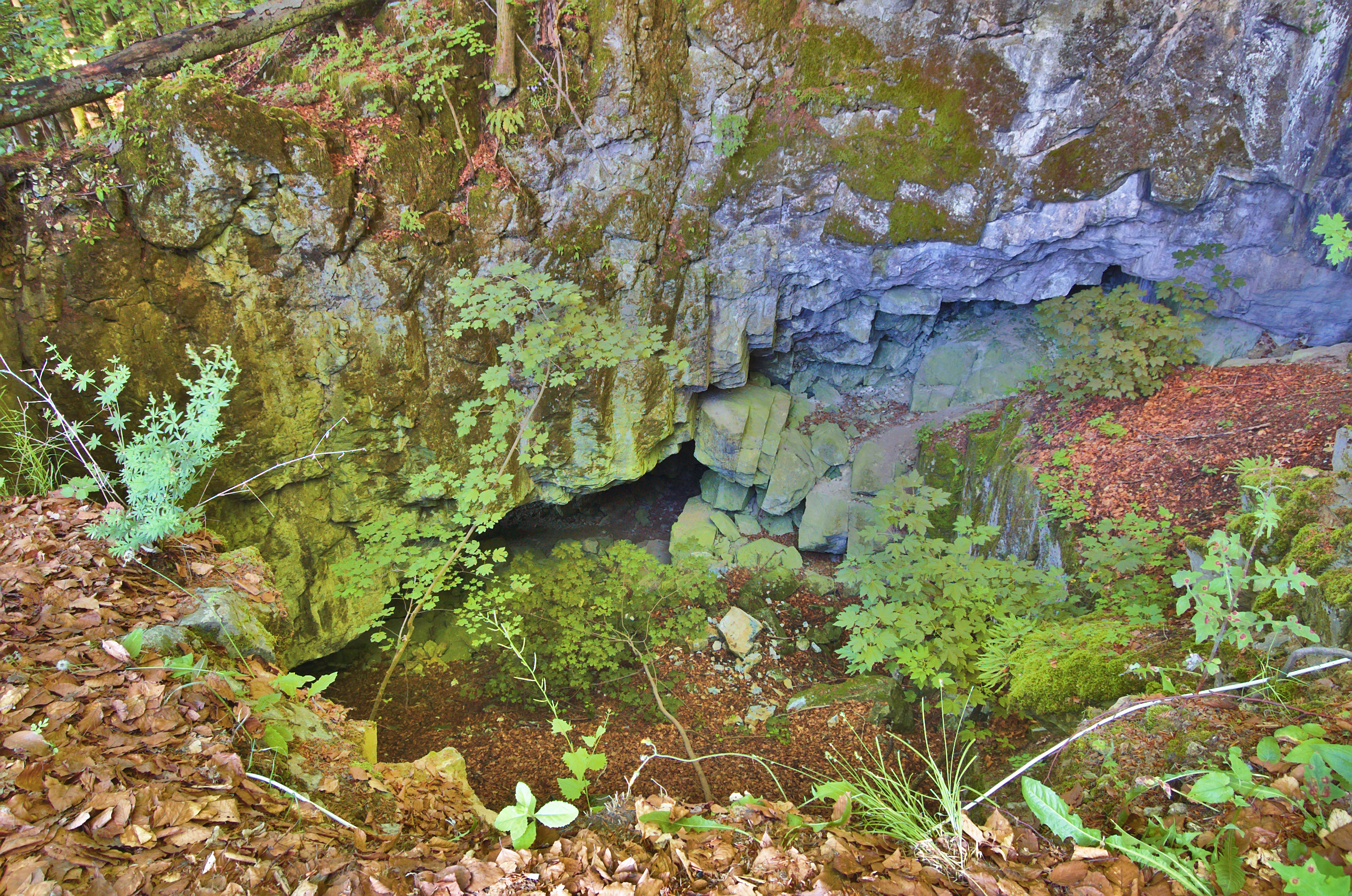
Skalní most poblíž vstupu do jeskyní